# Виляны
Ви́ляны (латыш. Viļāniо файле; до 1917 года — Велены или Велоны) — город на востоке Латвии, находится на территории Резекненского края.

## Географическое положение
Расположен на реке Малта. Расстояние до города Резекне составляет около 29 км.

## История
В советское время город являлся центром Вилянского района (1949—1962 годы), а затем — Радопольского сельсовета Резекненского района. В современной Латвийской Республике в 2009—2021 годах был административным центром Вилянского края.

## Население
По данным переписи населения Латвии 2011 года, из 3208 жителей города русские составляли 49,75 % (1596 чел.), латыши — 46,66 % (1497 чел.), белорусы — 1,12 % (36 чел.), поляки — 1,03 % (33 чел.), украинцы — 0,81 % (26 чел.).
На начало 2024 года в городе Виляны насчитывалось 2749 жителей, в том числе русских — 1328 чел., латышей — 1249 чел.

## Транспорт

### Автодороги
Через Виляны, огибая город, проходит автомагистраль A12 Екабпилс — Резекне — Лудза — граница России (Терехова), являющаяся частью европейского маршрута E 22. К городу подходят региональные автодороги P58 Виляны — Прейли — Шпоги и P59 Виляны — Ружина — Малта.

### Междугородное автобусное сообщение
Основные маршруты: Виляны — Екабпилс — Плявиняс — Рига; Виляны — Мадона — Плявиняс — Рига; Виляны — Мадона — Цесис; Виляны — Резекне — Лудза; Виляны — Малта; Виляны — Прейли — Даугавпилс.

## Города-побратимы
- Глубокое, Белоруссия